# الذريعة إلى تصانيف الشيعة
الذريعة إلى تصانيف الشيعة كتاب من تأليف الشيخ آغا بزرگ الطهراني، كتاب موسوعي بشكل قاموس ألفبائي، يعنى برصد مصنفات علماء الدين الشيعة في التراث الإسلامي والعربي وغير الإسلامي صدر منه 25 مجلداً، و بلغ عدد صفحاته 11239 صفحة. وقد دوّن حسب الترتيب الهجائي، وعرّف المؤلف فيه 53510 مؤلف ومصنف ومترجم إلى اللغات الفارسية والعربية والتركية والأردية في مواضيع عدّة. وقد استغرق مؤلِّفه خمسين عاماً في جمع مادته وطبعه، وقد ضمَّن موسوعته بالإضافة إلى مصنَّفات الشيعة الإثني عشريَّة بعض عناوين مصنَّفات الزيديَّة والإسماعيليَّة كذلك.
واعتمد آقا بزرك في تأليف الكتاب على الفهارس الأولية للشيعة، منها فهرس أبي جعفر الطوسي، وفهرس أبي العباس النجاشي، وغيرهما. كما أنه راجع فهارس المكتبات الأخرى وبعض المؤلفات المطبوعة والمخطوطات واستشهد بكلام من يثق بهم.
واستغرق طبع ونشر هذه المجموعة في قم والنجف أكثرمن 40 سنة كما تم طبع بعض المجلدات بعد وفاة المؤلف. وضم إلى تلك المجلدات مجلد واحد يمكن اعتباره مستدرك الذريعة الأول وقد ذكر فيه كتب لم يشر إليها صاحب الذريعة.
ولا يعد كتاب الذريعة دائرة معارف فحسب، بل يقوم آقا بزرك في هذه المجموعة بكتابة بحوث عملية أحيانا إضافة إلى جمع التراث الشيعي المكتوب.

## المضمون و أسلوب الكتاب
الذريعة موسوعة لمؤلفات الشيعة (الإمامية وغير الإمامية) وعدد قليل من مؤلفات السنة ذات الصلة بالشيعة. وتشتمل هذه المجموعة على 55000 تأليف، وتصنيف، وترجمة إلى اللغات الفارسية والتركية والأردية والغوجاراتية.
رُتّب الكتاب على أساس ترتيب الحروف الهجائية وقد جمع مؤلفات وكتب الشيعة من القرن الأول حتى سنة 1370 للهجرة. عدد مجلدات هذه المجموعة في النسخة المخطوطة ستة مجلدات وفي النسخة المطبوعة 30 مجلد إلا أن المجلدات الخمسة الأخيرة تعدّ مستدركات الذريعة.

## التفاسير والحواشي
تبويب الذريعة إلى تصانيف الشيعة: تأليف أحمد الديباجي الإصفهاني من أحفاد آقا بزرك وقد بوّب الذريعة وقسّم الكتب المذكورة في الذريعة إلى مواضيع عدة منها الأخلاقية والأدبية والدعاء وأصول الدين وغيرها.
فهرس أعلام الذريعة إلى تصانيف الشيعة: ألفه مجموعة تضم أولاد المؤلف وأصهاره وأحفاده تحت إشراف إبنه المؤلف علي نقي المنزي، في ثلاثة مجلدات، جامعة طهران، مؤسسة الانتشارات والطبع، 1377ش.
معجم المؤلفي الشيعة: تأليف علي فاضل القائني النجفي، طهران، منشورات مطبعة وزارة الإرشاد الإسلامي، الطبعة الأولى، 1405هـ.
الشريعة إلى استدراك الذريعة: لسيد محمد الطباطبائي البهبهاني(منصور)، طهران، مكتبة مجلس الشورى الإسلامي، الطبعة الأولى، 1425هـ.